# The Demos 1989-1997
The Demos 1989-1997 är ett samlingsalbum av den svenska rockgruppen Broder Daniel, utgivet 2005 på Dolores Recordings. Albumet består av demoinspelningar från 1989 till 1997. Det gavs ut i begränsad upplaga i 500 kopior och släpptes endast på vinyl.

## Låtlista
| 1.           | Son Of S:t Jacobs (Demo -89)             | 3:22  |
| 2.           | Cadillac (Demo -93)                      | 3:25  |
| 3.           | Lovesick (Demo -93)                      | 3:10  |
| 4.           | Sitting Out In The Cold (Demo -93)       | 4:44  |
| 5.           | The Kids Are Alright (Porta Demo 940418) | 4:11  |
| 6.           | Lost In Love (Porta Demo 940418)         | 4:50  |
| 7.           | Disease Inside (Porta Demo 940509)       | 2:34  |
| Total längd: | Total längd:                             | 26:00 |

| 1.           | Come On People (Porta Demo 940418)      | 3:52  |
| 2.           | You're My Valentine (Porta Demo 940509) | 4:22  |
| 3.           | Lemon (T&A Demo -93)                    | 3:07  |
| 4.           | On My Own (T&A Demo -96)                | 3:22  |
| 5.           | Whirlwind (Demo -97)                    | 4:24  |
| 6.           | I'll Be Gone (Demo -97)                 | 3:46  |
| 7.           | Old In Just One Day (Demo -97)          | 3:05  |
| Total längd: | Total längd:                            | 26:00 |

## Medverkande
Broder Daniel
- Anders Göthberg - gitarr (1993-)
- Daniel Gilbert - bas (1988-95)
- Henrik Berggren - text, musik, sång
- Håkan Hellström - trummor (1988-94), bas (97-03)
- Johan Neckvall - gitarr (1992-97)
- Pop-Lars - trummor (1994-)
- Theodor Jensen - bas (1996-97), gitarr (1997-03)

Produktion
- Carl Hjelte - fotografi
- Fredrik Wennerlund - sammanställning
- Henrik Berggren - sammanställning
- Håkan Åkesson - mastering
- Ismail Samie - sammanställning
- James Holm - fotografi
- John The Fisherman - design
- Martin Norberg - fotografi
- Oscar Mattsson- fotografi
- Philip Arén- fotografi
- Thess- fotografi
- Torbjörn "Tubis" Persson- fotografi
- Ylva Hjelte- fotografi